# Туринск
Туринск (на руски: Туринск) е град в Свердловска област, Русия. Населението на града през 2010 година е 17 990 души.

## История
Селището е основано през 1600 година на мястото на някогашния град Епанчин, разрушен през 1581 година от Ермак Тимофеевич.

## Географска характеристика
Градът е разпологен по брега на река Тура, на 250 километра североизточно от Екатеринбург.

## Личности
В Туринск е родена актрисата Маргарита Терехова (р. 1942).
|  | Тази страница частично или изцяло представлява превод на страницата „Туринск“ в Уикипедия на руски. Оригиналният текст, както и този превод, са защитени от Лиценза „Криейтив Комънс – Признание – Споделяне на споделеното“, а за съдържание, създадено преди юни 2009 година – от Лиценза за свободна документация на ГНУ. Прегледайте историята на редакциите на оригиналната страница, както и на преводната страница, за да видите списъка на съавторите. ВАЖНО: Този шаблон се отнася единствено до авторските права върху съдържанието на статията. Добавянето му не отменя изискването да се посочват конкретни източници на твърденията, които да бъдат благонадеждни. |